# SoftBank Group
SoftBank Group Corp. (jap. ソフトバンク株式会社 Sofutobanku Kabushiki-gaisha) – japońskie przedsiębiorstwo inwestycyjne z siedzibą w Tokio. Wartość zarządzanych aktyw firmy wynosi 347.7 bln JPY (2,145 bln EUR) i są to głównie inwestycje w przedsiębiorstwa w sektorze technologii w zakresie od technologii internetowych po automatykę.
Najbardziej znanym funduszem przedsiębiorstwa jest SoftBank Vision Fund z ponad 100 mld USD w zarządzanych aktywach jest największym technologicznym funduszem venture capital. W skład inwestorów firmy wchodzą państwowe fundusze majątkowe państw Azji Zachodniej.
Firma jest znana z kontrowersyjnego założyciela i głównego udziałowca Masayoshi Sona. Jej spółki zależne, filie i oddziały, w tym kilka nierentownych unicornów działają w obszarach robotyki, sztucznej inteligencji, oprogramowania, logistyki, transportu, biotechnologii, automatyzacji procesów robotycznych, technologii nieruchomości, hotelarstwa, szerokopasmowego dostępu do Internetu, telekomunikacji stacjonarnej, handlu elektronicznego, technologii informatycznych, finansów, mediów i marketingu i innych. Do jej najbardziej rozpoznawalnych na świecie obecnych inwestycji to: Arm, Alibaba, WeWork i Deutsche Telekom. SoftBank Corporation, jej wydzielona spółka zależna i były flagowy biznes, jest trzecim co do wielkości operatorem sieci bezprzewodowej w Japonii, z 45,621 mln abonentów (stan na marzec 2021).
21 stycznia 2025 ogłoszono, że Softbank, wraz z OpenAI i Oracle, uruchomią system infrastruktury sztucznej inteligencji we współpracy z rządem USA, nazwany Stargate. Koszt projektu szacuje się na 500 mld USD.